# 서영석 (1957년)
서영석(1957년 4월 13일 ~ )은 대한민국의 언론인이다.

## 학력
- 중앙고등학교 졸업
- 한국외국어대학교 영문학과 졸업

## 경력
- 1984년 : 경향신문 기자
- 국민일보 기자
  - 1998년 : 정치부 차장
  - 2003년 : 정치부 부장대리
- 2002년 : 서프라이즈 대표
- 2007년 : 데일리서프라이즈 대표
- 라디오21 <서영석의 코리아포커스> 진행자
- 2012년 : 노무현재단 뉴스브리핑 고정 칼럼니스트
- 2012년 : 리얼텍스트 대표
- 미디어협동조합 국민TV 이사
  - 2013년 : 상임이사
  - 2014년 : 이사장

## 생애
서영석은 1957년에 경상남도에서 태어났다. 1975년 중앙고등학교를 졸업한 후 서울대학교 자연과학대학에 입학하였으나, 재학 도중 돌연 중퇴하고, 1980년 한국외국어대학교 영문학과에 입학하였다. 1984년 한국외대 졸업 후 경향신문, 국민일보 등에서 기자 생활을 했다. 정치부 기자로서 정치인 김대중을 지근 거리에서 취재하였다. 2002년에 국민일보 기자로 재직하면서 자사 홈페이지에 <노변정담>이라는 코너를 통해 정치 분석 글을 썼고 대선 정국을 맞아 이 코너는 많은 사랑을 받았다. 이후 <노변정담>의 성공에 힘을 얻어 인터넷 정치 토론 사이트 서프라이즈를 만들었다.
정치부 기자로서의 노하우를 바탕으로 2007년에 인터넷 신문 데일리서프라이즈를 창간하였다. 데일리서프라이즈는 아침 시사 라디오 프로그램인 《손석희의 시선집중》 등에서 이루어지는 정치인 인터뷰 내용을 그 날 기사에 싣는 등 참신한 행보를 보여 주었다. 이후 시사 라디오 프로그램 내용을 신문 기사로 싣는 일은 다른 언론사에서도 자연스러운 일이 되었다.
서프라이즈는 정치인 노무현이 대통령이 되는 데 일조했다는 평가를 받았고 그 대표였던 서영석은 노무현 대통령 재임 기간에 한 차례 노무현과 청와대에서 만남의 자리를 가졌었는데, 그 사실을 2011년 자신이 진행하는 <서영석의 코리아포커스>에서 밝히기도 하였다.
2011년 12월 14일, 한미 자유 무역 협정 저지 범국민운동본부(약칭 범국본)가 8명의 파워 트위터러를 통해 '길거리 특강'을 마련하였는데, 범국번이 주최하는 '파워 트위터러, 거리에 서다(Occupy SNst)' 특강은 SNS 상의 유명 인사들이 특강을 하며 촛불집회에 직접 참여하는 형식이었고, 서영석은 <FTA+DDos, 알고 보면 한통속>라는 주제로 강의를 하였다. 2012년 1월 13일, 하니 TV 《김어준의 뉴욕타임스》 156회에 출연하여 민주통합당 지도부 경선 예측 및 후보별 분석, 박근혜가 주도하는 한나라당 총선과 대선 전망 등에 대해 의견을 개진하였다. 이후에도 간헐적으로 《김어준의 뉴욕타임스》에 출연하여 정치 평론을 하였다.

## 사회적 논란

### 인사 청탁 의혹
2004년 6월 25일, 성균관대학교 예술학부 주임교수 정진수는 '오지철 문화관광부 차관이 문화관광부 장관으로 내정된 정동채 열린우리당 의원의 부탁으로 서영석의 배우자 김효를 성균관대학교 교수로 임용해 줄 것을 청탁했다'는 내용의 진정서를 청와대 민원실에 접수시켰다. 이에 서영석은 이 인사 청탁의 주체로 지목되었다.
2004년 7월 5일에 청와대는 정동채 문화관광부장관이 이 일에 연루되었다는 의혹에 대해 그 조사 결과를 발표했는데, 서영석과 김효가 오지철에게 정동채의 이름을 팔아 인사 청탁을 했다는 내용이었다. 이 사건에 대해 서영석은 '인사 청탁은 내가 아닌 아내가 한 일'이라고 주장했었다.
청와대 민정수석실은 2004년 7월 1일부터 2004년 7월 5일까지 이 사건에 대해 조사했는데, 이 사건의 내막은 다음과 같았다. 한국종합예술학교의 강사 김효는 2004년 6월초에 성균관대학교 교수 채용에 응시하였다. 이후 김효와 서영석은 평소 친분이 있던 심광현 한국종합예술학교 영상원장에게 인사 청탁을 의뢰했다. 이 부탁을 받은 심광현이 2004년 6월 11일에 오지철에게 부탁했고, 오지철이 2004년 6월 18일에 정진수를 만나 김효의 채용을 청탁했다. 김효와 서영석은 정동채 문화관광부 장관과 친분 관계가 없음에도 불구하고 서영석과 정동채 장관이 친한 사이인 것처럼 심광현을 통해 오지철에게 전달했는데, 오지철은 정진수에게 정동채의 이름을 거론하는 것에 대해 정동채 본인의 승낙 받아달라고 김효에게 요청했고 이 과정에서 서영석은 정동채에게 확인받지 않은 채 정동채로부터 거명을 승낙받았다고 심광현에게 말을 했으며 심광현은 다시 오지철에게 이 사실을 전달했고 오지철은 정동채의 이름을 거론하며 정진수에게 인사 청탁을 했던 것이다.
김효는 이 사건과 관련하여 "남편이 '정 장관과 출입 기자를 같이 했다'고 한 말이 기억이 났고 이를 '정 장관과 남편이 잘 알고 있다'고 과장한 것이 화근이 됐다"라고 말했다. 서영석은 청와대 발표 직후 한겨레신문과의 인터뷰에서 "지금까지 왜 인사 청탁에 개입하지 않았다고 말했나"라는 질문에 대해 "정동채 장관에게 직접 청탁하지 않았다는 뜻으로 그렇게 말했던 것이다"라고 말했고, "청와대 발표가 사실인가"라는 질문에 대해서는 "청와대가 그렇게 발표했다면 그렇게 (기사를) 써라"라고 말했다.

## 저서
- 《WHY 유시민》. 원칙과 상식. 2010년 8월 18일. ISBN 9788996489603

## 기획서
- 박원순·조국·한승헌·문재인 외. 《그 남자 문재인》. 리얼텍스트. 2012년. ISBN 9788996489825
- 조기숙. 《문재인이 이긴다》. 리얼텍스트. 2012년. ISBN 9788996489634

## 같이 보기
- 뉴스페이스